# Zwartborstvliegenvanger
De zwartborstvliegenvanger (Plesiodryas albonotata synoniem Poecilodryas albonotata) is een zangvogel uit de familie Petroicidae (Australische vliegenvangers).

## Verspreiding en leefgebied
Deze soort is endemisch in de bergen van Nieuw-Guinea en telt drie ondersoorten:
- P. a. albonotata: Vogelkop (noordwestelijk Nieuw-Guinea).
- P. a. griseiventris: van westelijk-centraal tot oostelijk-centraal Nieuw-Guinea.
- P. a. correcta: Huon-schiereiland en zuidoostelijk Nieuw-Guinea.

## Status
De grootte van de populatie is niet gekwantificeerd maar de soort wordt omschreven als schaars. Op de Rode lijst van de IUCN heeft deze soort de status niet bedreigd.